# 涙のバースデイ・パーティ
「涙のバースデイ・パーティ」（原題： It's My Party）は、レスリー・ゴーアが1963年に発表した楽曲。

## 概要
アーロン・シュローダーの音楽出版社にいたウォリー・ゴールド、ジョン・グラック・Jr、ハーブ・ワイナーの3人がレコードに作者としてクレジットされているが、オリジナルの歌詞を書いたのはフリーのライターのシーモア・ゴットリーブであった。娘のジュディが16歳の誕生日のパーティに祖父母が招かれていると知って泣き出したという出来事を元にゴッドリーブは本作品の歌詞を書き上げ、ワイナーに渡したとされる。
曲が書かれた1962年、シュローダーの出版社の受付をしながらいくつかのガール・グループで歌っていたバーバラ・ジーン・イングリッシュは同僚のセッション・シンガーのジミー・ラドクリフのプロデュースの下、本作品のデモを録音。シュローダーに聴かせ、正式なレコーディングを希望するが、会社は興味を示さなかった。
1963年2月、イギリスの歌手、ヘレン・シャピロはアルバムを制作するためにテネシー州ナッシュビルに渡る。そのときレコーディングされた曲の中に「涙のバースデイ・パーティ」も含まれていたが、アルバムに先行するシングルには選ばれなかった。アルバム『Helen in Nashville』はその年の10月に発売されたため、結局シャピロのバージョンはゴーアのカバー・バージョンとして扱われることとなった。
当時まだ16歳の高校生であったレスリー・ゴーアはニューヨークでクインシー・ジョーンズからヴォイス・レッスンを受けていた。ゴーアの証言によれば、1963年2月、ジョーンズは200ものデモ・テープをもってゴーアの自宅を訪れ、離れの家で二人はそれらを聴き始めた。両者が共に気に入った唯一の曲が「涙のバースデイ・パーティ」であったため、ジョーンズは同年3月30日、土曜日、ニューヨークのベル・サウンド・スタジオを3時間おさえ、本作品とポール・アンカから提供された2つの曲、計3曲をレコーディングした。編曲はクラウス・オガーマンが務めた。
レコーディングが行われた3月30日の夜、ジョーンズがカーネギー・ホールで開かれたシャルル・アズナヴールのコンサートに行くと、たまたまフィル・スペクターも聴きに来ていた。「最近『涙のバースデイ・パーティ』という曲をクリスタルズで録音したんだ（注・実際はブロッサムズであった）」とスペクターから聞かされたジョーンズは会場を脱け出し、急いでベル・サウンド・スタジオに引き返した。スタジオでテスト盤を100枚作り、2日かけて全米のラジオ局に送った。ゴーアは翌週の金曜日、4月5日にカーラジオで初めて聴いたとき、しばらく自分の声だとは気付かなかったという。
シングルは同年4月に発売。B面はポール・アンカが書いた「ダニー」。6月1日から6月8日にかけて2週連続でビルボード・Hot 100の1位を記録した。Hot R&B Singlesチャートの1位、ビルボードの1963年年間チャートの29位を記録した。

## カバー・バージョン
- ヘレン・シャピロ - 1963年のアルバム『Helen in Nashville』に収録。
- シフォンズ - 1963年のアルバム『One Fine Day』に収録。
- ケイ・バリー - 1963年のシングル。
- 園まり - 1963年のシングル。
- 中尾ミエ - 1963年のシングル。
- リチャード・アンソニー - 1963年のEP。フランス語詞。タイトルは「C'est ma fête」。
- パリス・シスターズ - 1966年のシングル。
- ブライアン・フェリー - 1973年のアルバム『愚かなり、わが恋』に収録。
- キャロル・ベイカー - 1976年のシングル。
- デイヴ・スチュワートとバーバラ・ガスキン - 1981年のシングル。全英シングルチャートの1位を記録。
- ザ・ベンチャーズ - 1981年のアルバム『60's Pop』に収録。
- 森恵 - 1989年のアルバム『Cuties in Summer〜60'S HIT PARADE〜』に収録。
- Mi-Ke - 1993年のアルバム『甦る60's 涙のバケーション』に収録。
- キャロル・ウェルスマン - 2006年のアルバム『What'cha Got Cookin'?』に収録。
- クインシー・ジョーンズ - 2010年のアルバム『Q Soul Bossa Nostra』に収録。ボーカルはエイミー・ワインハウス。